# Rayá Alsanea
Rajaa Alsanea (o Rajaa Al-Sanea, en árabe: رجاء الصانع Riad, 11 de septiembre de 1981) es una escritora saudita conocida por su novela Chicas de Riad ( بنات الرياض, Banat al-Riyadh) de 2005, donde narra por e-mails la vida de cuatro chicas de Riad.

## Biografía
Alsanea nació en Kuwait[cita requerida] y creció en Riad, hija de una pareja de médicos. Recibió su licenciatura en odontología de la Universidad Rey Saúd en 2005, también una licenciatura en odontología de la Universidad de Illinois en 2009 y una maestría de la Facultad de Especializaciones en Neurocirugía y Estomatología de la misma universidad en 2008, donde fue profesora asistente de 2008 a 2010. Recibió la Royal Canadian Fellowship en terapia de nervios y raíces en 2010. Es asesora en el Hospital y Centro de Investigación Especializada King Faisal en Riad. Rayá Alsanea ocupó el puesto 37 entre los 100 árabes más poderosos menores de 40 años.

## NovelaChicas de Riad
La autora es conocida conocida especialmente por Chicas de Riad, una novela que ha sido traducida a múltiples lenguas (entre ellas, el español, por Yvonne Fernández Samitier) y de la cual se han vendido tres millones de copias en todo el mundo. Chicas de Riad estuvo nominada al Premio Internacional de Literatura de Dublín IMPAC en 2009. La novela, que le costó a la artista 6 años, combina el lenguaje clásico con los dialectos coloquiales, con palabras en inglés, que imita el estilo de escritura de los foros y mensajes electrónicos. 
Al principio, el libro se publicó en el Líbano para evitar la censura de Arabia Saudita (se llegó a vender en el mercado negro por 500 dólares), antes de ser finalmente autorizado para su venta.